# 陳衛中
陳衛中，資深香港傳媒人，曾在多間傳媒機構工作，現時是香港免費報紙《都市日報》總編輯，並擔任香港報業公會議會委員、香港新聞行政人員協會執委，亦是香港新聞工作者聯會理事。
擔任香港第一份免費報紙《都市日報》總編輯，儘管其後再有《頭條日報》及《am730》兩份免費報紙出現，然而陳衛中認為對《都市日報》影響不大，他回應說：「《都市日報》在多方面都比其餘兩份免費報章優勝，即使兩份免費報章加入市場，也不能影響到其領導地位。」

## 外部連結
- 都市日報網頁
- 香港新聞工作者聯會網頁
- 香港新聞行政人員協會網頁